# الحميدة (العرش)

تعديل مصدري - تعديل

الحميدة هي إحدى قرى عزلة العرش بمديرية العرش التابعة لمحافظة البيضاء، بلغ تعداد سكانها 709 نسمة حسب تعداد اليمن لعام 2004.